# Phyllobrotica decorata
Phyllobrotica decorata es una especie de insecto coleóptero de la familia Chrysomelidae. Fue descrita en 1824 por Say.
Se encuentra en Norteamérica.